# Sargramostim
Sargramostim (tên thương mại Leukine) là một yếu tố kích thích đại thực bào bạch cầu hạt tái tổ hợp (GM-CSF) hoạt động như một chất kích thích miễn dịch.

## Sử dụng trong y tế
Sargramostim chủ yếu được sử dụng để phục hồi tủy sau khi ghép tủy xương tự thân hoặc allogeneic. Nó cũng được sử dụng để điều trị giảm bạch cầu do hóa trị trong quá trình điều trị bệnh bạch cầu tủy cấp tính. Nó cũng được sử dụng như một biện pháp đối phó y tế để điều trị cho những người đã tiếp xúc với bức xạ đủ để ngăn chặn sự hình thành tủy xương.
Nó được quản lý thông qua truyền tĩnh mạch.

## Chống chỉ định
Sargramostim không nên được sử dụng ở những người đã biết quá mẫn với GM-CSF, các sản phẩm có nguồn gốc từ nấm men hoặc bất kỳ thành phần nào của sản phẩm và sử dụng đồng thời với hóa trị và xạ trị.
Có một công thức với rượu benzyl, độc hại cho trẻ sơ sinh; các công thức khác nên được sử dụng. Sargramostim chưa được thử nghiệm ở phụ nữ mang thai nhưng dường như gây độc cho thai nhi. Không có dữ liệu về việc sargramostim được thể hiện trong sữa mẹ.

## Tác dụng phụ
Một số người đã trải qua sốc phản vệ khi dùng thuốc; và các phản ứng truyền dịch cũng đã xảy ra, bao gồm phù nề, hội chứng rò rỉ mao mạch, tích tụ chất lỏng xung quanh phổi và xung quanh tim. Nhịp tim bất thường đã xảy ra, đặc biệt là ở những người có tiền sử về vấn đề đó. Nó ức chế một số tế bào bạch cầu, và có thể thúc đẩy tăng trưởng khối u.

## Dược lý
Sargramostim là một phiên bản của GM-CSF, có vai trò bình thường trong sinh học của con người, khiến các tế bào tiền thân biệt hóa thành bạch cầu trung tính, bạch cầu đơn nhân, đại thực bào và tế bào đuôi gai có nguồn gốc myeloid; nó cũng có thể kích hoạt bạch cầu hạt trưởng thành và đại thực bào, và có thể góp phần vào sự khác biệt của các tiền thân megakaryocytic và các tế bào tiền thân erythroid.

## Hóa học
Sargramostim là phiên bản tái tổ hợp của GM-CSF, là một glycoprotein được tạo thành từ 127 amino acid; sargramostim là hỗn hợp của ba phiên bản GM-CSF có trọng lượng phân tử là 19.500, 16.800 và 15.500 Dalton. Nó được sản xuất trong men.

## Lịch sử
Trình tự GM-CSF ở người lần đầu tiên được xác định vào năm 1985 và ngay sau đó, ba GM-CSF của người được sản xuất lại, một ở vi khuẩn, một ở tế bào động vật có vú và một ở nấm men; Immunex đã phát triển GM-CSF được sản xuất trong men thành Leukine. Các thử nghiệm lâm sàng của sargramostim được bắt đầu vào năm 1987; trong cùng năm đó, nó đã được quản lý cho sáu người như là một phần của giao thức sử dụng từ bi cho các nạn nhân của chiếu xạ Caesium từ vụ tai nạn Goiânia.
Nó đã được FDA chấp thuận vào tháng 3 năm 1991 dưới tên thương mại Leukine để tăng tốc phục hồi tế bào bạch cầu sau khi ghép tủy xương tự thân ở bệnh nhân ung thư hạch không Hodgkin, bệnh bạch cầu lymphocytic cấp tính, hoặc bệnh Hodgkin. Vào tháng 11 năm 1996, FDA cũng đã phê duyệt sargramostim để điều trị nhiễm nấm và bổ sung các tế bào bạch cầu sau hóa trị. Một công thức chất lỏng đã được phê duyệt vào năm 1995. Immunex được Amgen mua lại vào năm 2002. Là một phần của việc mua lại, Leukine đã được chuyển đến Berlex, công ty trở thành Bayer HealthCare vào năm 2007
Vào tháng 1 năm 2008, Bayer đã thông báo cho các chuyên gia chăm sóc sức khỏe về việc rút thị trường về công thức chất lỏng hiện tại của sargramostim. Công thức chất lỏng đã bị thu hồi do xu hướng tăng trong các báo cáo tự phát về các phản ứng bất lợi, bao gồm cả ngất (ngất), tương quan theo thời gian với một thay đổi được thực hiện cho công thức vào khoảng tháng 4 năm 2007 để bao gồm disodium edetate (EDTA). Xu hướng tăng trong tỷ lệ báo cáo phản ứng bất lợi đã không được quan sát thấy khi sử dụng sargramostim đông khô. Công thức chất lỏng ban đầu không có EDTA đã được đưa trở lại thị trường ở Mỹ vào tháng 5 năm 2008 
Năm 2009, Genzyme đã mua bản quyền của Leukine từ Bayer, bao gồm cả cơ sở sản xuất ở khu vực Seattle.
Vào tháng 3 năm 2018, nhãn đã được mở rộng để sử dụng như một biện pháp đối phó với ngộ độc phóng xạ.